# Хлеборобное (Алтайский край)
Хлеборобное — село в Быстроистокском районе Алтайского края России. Административный центр Хлеборобного сельсовета.

## География
Расположен в юго-восточной части края, на реке Ануй, в 218 км к югу от Барнаула.
Климат
континентальный. Средняя температура января −18 °C; июля +18,6 °C. Годовое количество осадков — 470 мм.
- Среднегодовая температура воздуха — 2,7 °C
- Относительная влажность воздуха — 71,4 %
- Средняя скорость ветра — 2,4 м/с

## Население
| 1997 | 1998 | 1999  | 2000  | 2001 | 2002 | 2003 | 2004 | 2005 |
| ---- | ---- | ----- | ----- | ---- | ---- | ---- | ---- | ---- |
| 972  | ↗987 | ↗1014 | ↘1010 | ↘905 | ↗959 | ↗966 | ↘936 | ↗958 |
| 2006 | 2007 | 2008  | 2009  | 2010 | 2011 | 2012 | 2013 |      |
| ↘942 | ↗948 | ↘879  | ↗951  | ↘849 | ↘845 | ↘817 | ↘797 |      |

## Инфраструктура
Администрация поселения, школа, почтамт.

## Транспорт
Село доступно автомобильным транспортом.
Подходит автодорога межмуниципального значения «Алейск — Петропавловское — Смоленское» (идентификационный номер 01 ОП РЗ 01К-13).
Расстояние до ближайшей железнодорожной станции Бийск — 68 км.